# Comité de bassin Loire-Bretagne
Le comité de bassin Loire-Bretagne est une instance de concertation française qui élabore la politique de gestion de l'eau sur le bassin Loire-Bretagne. Celle-ci doit concilier les besoins du  bassin avec les orientations nationales. Il regroupe différents acteurs, publics ou privés, agissant dans le domaine de l’eau : collectivités, État, usagers, personnes qualifiées, milieux socioprofessionnels et le préfet coordonnateur de bassin et constitue ainsi un véritable « parlement local de l'eau ».
L'agence de l'eau Loire-Bretagne est l'organisme exécutif chargé de mettre en œuvre cette politique. le préfet de la région Nouvelle-Aquitaine et le directeur de la DREAL Nouvelle-Aquitaine, délégué de bassin, coordonnent les actions menées dans les différents départements et régions du bassin.

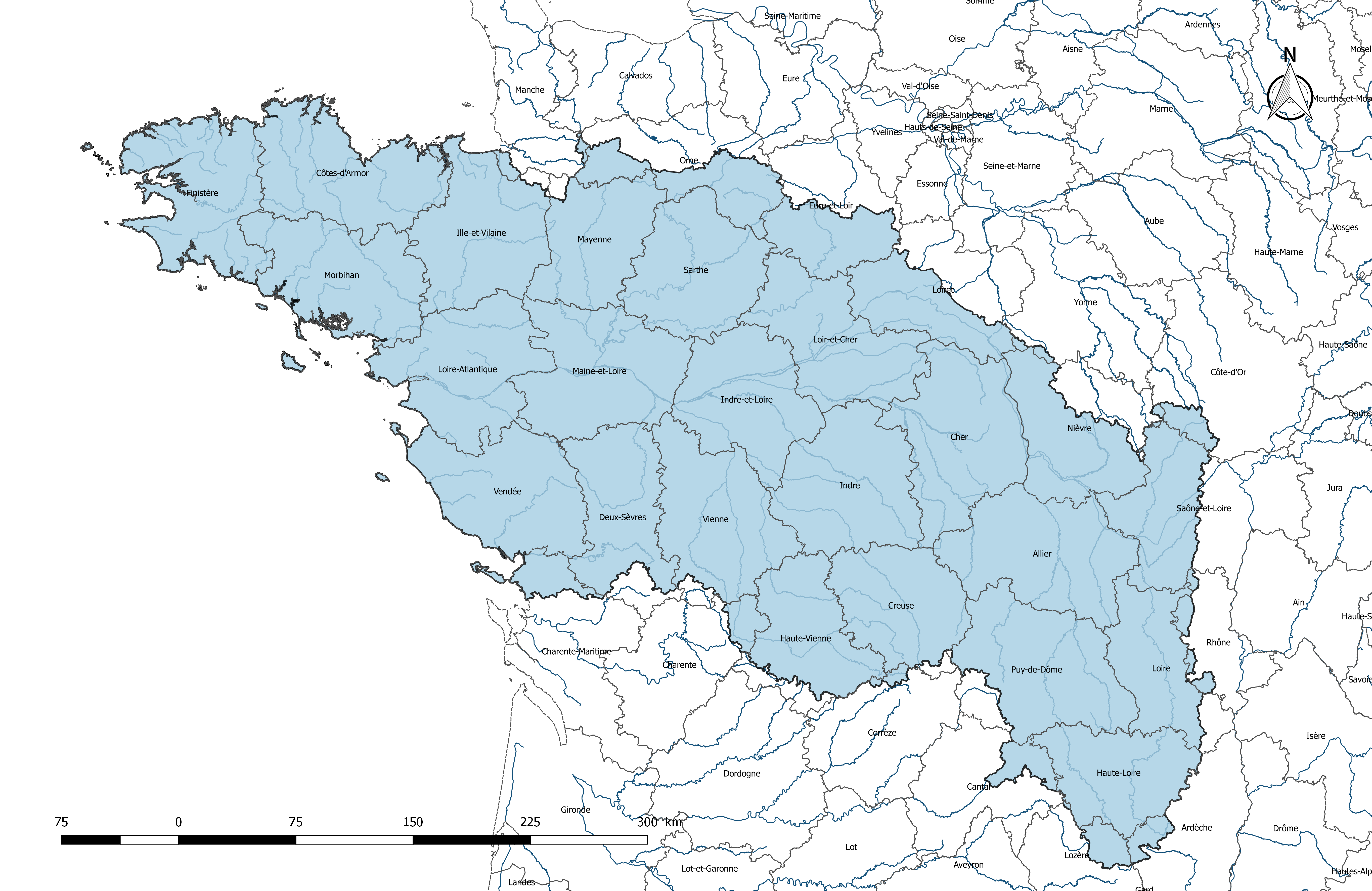
Carte du bassin Loire-Bretagne, territoire de compétence du comité de bassin Loire-Bretagne.

## Histoire
La loi du 16 décembre 1964 relative au régime et à la répartition des eaux et à la lutte contre leur pollutionconstitue la première loi fondatrice de la politique de l'eau en France. Elle crée au niveau de chaque bassin ou groupement de bassin deux instances de bassin :  un comité de bassin et un établissement public administratif d’un type nouveau : une agence financière de bassin, qui deviendra ultérieurement une agence de l'eau. Le comité de bassin n'a alors qu'un rôle consultatif. Il est consulté sur l'opportunité des travaux et aménagements d'intérêt commun envisagés dans la zone de sa compétence (le bassin), sur les différents pouvant survenir entre les collectivités ou groupements intéressés et plus généralement sur toutes les questions relatives à l'eau. le bassin Loire-Bretagne, au même titre que les autres bassins est créé par décret du 14 septembre 1966.
La loi de 1992 confirme une gestion solidaire de l’eau dans son cadre naturel, le bassin hydrographique. Cette loi affirme l’eau comme patrimoine commun de la Nation. Elle institue un principe de gestion équilibrée de la ressource visant à assurer la préservation des écosystèmes aquatiques et des zones humides, la restauration et la régénération de la ressource, les usages économiques de l’eau et la protection contre les inondations. La loi crée en particulier un instrument de planification essentiel, le SDAGE, qui fixe pour chaque bassin hydrographique les orientations fondamentales d’une gestion équilibrée de la ressource en eau dans l’intérêt général et dans le respect des principes de la directive cadre sur l’eau et de la loi sur l’eau, des objectifs environnementaux pour chaque masse d’eau (plans d’eau, tronçons de cours d’eau, estuaires, eaux côtières, eaux souterraines). Le comité de bassin Loire-Bretagne est ainsi chargé d'élaborer le SDAGE Loire-Bretagne dans un délai de 5 ans à compter de la publication de la loi.
Une nouvelle loi sur l’eau et les milieux aquatiques est adoptée le 30 décembre 2006. Ce texte dote la France des outils qui lui permettront de répondre aux exigences européennes instituées par la Directive-cadre sur l'eau (DCE) du 22 octobre 2000 et ainsi d’atteindre en 2015 le bon état des eaux et des milieux aquatiques. Il instaure pour chaque personne physique un droit d’accès à l’eau potable dans des conditions économiquement acceptables et apporte une plus grande transparence au fonctionnement du service public de l’eau et de l’assainissement. Ce texte crée également un cadre prenant en compte les adaptations nécessaires au changement climatique. Cette loi définit en particulier dans son chapitre III les nouveaux objectifs et organisation des comités de bassin et agences de l’eau. Celles-ci mettent en particulier en œuvre les schémas élaborés par les comités de bassin, en favorisant une gestion équilibrée et économe de la ressource en eau et des milieux aquatiques, l’alimentation en eau potable, la régulation des crues et le développement durable des activités économiques,.
La loi du 28 décembre 2016 de modernisation, de développement et de protection des territoires de montagne apporte une précision concernant les zones de montagne. Lorsque l'agence de l'eau intervient sur des territoires situés en montagne, le comité de bassin veille à ce que soient pris en compte les surcoûts liés aux spécificités de la montagne dans l'élaboration des décisions financières de l'agence de l'eau.

## Missions
Le comité de bassin a pour missions, :
- d’élaborer le schéma directeur d'aménagement et de gestion des eaux (SDAGE), qui fixe les orientations fondamentales de la politique de l'eau pour 15 ans. Deux principes sont mis en œuvre : la gestion de l'eau doit évoluer vers une gestion des milieux aquatiques, et elle doit donner priorité à l'intérêt collectif.
- de définir la politique de gestion de la ressource et de protection des milieux naturels qui doit garantir un développement durable conciliant le développement socio-économique avec la préservation des milieux aquatiques et l'équilibre des usages de l'eau ;
- de donner un avis sur les grands aménagements ;
- d’orienter les politiques d’intervention de l'agence de l'eau Loire-Bretagne.

## Composition

### Composition issue de la loi sur l'eau de 2006
La composition en vigueur avant 2020 est celle issue de la loi du 30 décembre 2016 et de ses décrets d'application. Celle loi définit la composition de principe des comités de bassins. Chaque comité doit comporter trois collèges se répartissant comme suit :
- premier collège : 40 % de représentants des conseils généraux et régionaux et, majoritairement, de représentants des communes ou de leurs groupements compétents dans le domaine de l’eau ;
- deuxième collège : 20 Pour 40 % de représentants des usagers de l’eau et des milieux aquatiques, des organisations socioprofessionnelles, des associations agréées de protection de l’environnement et de défense des consommateurs, des instances représentatives de la pêche et de personnes qualifiées ;
- troisième collège : 30 Pour 20 % de représentants de l’État ou de ses établissements publics concernés.

Le décret n°2007-980 du 15 mai 2007 précise par bassin la composition des comités de bassin :
| Circonscription de bassin | 1er collège (collectivités) | 1er collège (collectivités) | 1er collège (collectivités) | 2e collège Usagers | 3e collège État | TOTAL |
| Circonscription de bassin | Conseils régionaux          | Conseils généraux           | Communes                    | 2e collège Usagers | 3e collège État | TOTAL |
| ------------------------- | --------------------------- | --------------------------- | --------------------------- | ------------------ | --------------- | ----- |
| Loire-Bretagne            | 8                           | 29                          | 39                          | 76                 | 38              | 190   |

Le comité de bassin Loire-Bretagne comprend ainsi 190 membres, élus ou désignés pour 6 ans, selon des modalités définies par des textes réglementaires. Le mandat des membres du 9e Comité court de juillet 2014 à juillet 2020. Il est réparti en trois collèges : 76 représentants des collectivités territoriales, 76 représentants des usagers et des personnes qualifiés et 38 représentants de l'État et de ses établissements publics,.

### Composition à compter de 2020
Le décret du 27 juin 2014 complète l'article D. 213-17 du code de l'environnement en créant, au sein du collège des usagers des comités de bassin, trois sous-collèges représentatifs des catégories d'usagers, la composition de ces sous-collèges étant fixée par arrêté :
- Le sous-collège des usagers non professionnels;
- Le sous-collège des usagers professionnels “Agriculture, pêche, aquaculture, batellerie et tourisme”;
- Le sous-collège des usagers professionnels “Entreprises à caractère industriel et artisanat”;

Il modifie par ailleurs l'article D. 213-19 du code de l'environnement relatif à l'élection du président du comité de bassin (éligibilité limitée aux représentants des collectivités territoriales et aux personnes qualifiées) et instaure l'élection de trois vice-présidents, élus par l'ensemble du collège des collectivités territoriales et de leurs groupements et du collège des usagers pour trois ans. Il modifie l'article D. 213-20 du code de l'environnement pour encourager l'assiduité aux séances du comité de bassin.
Le décret du 10 mai 2017 fait évoluer la composition des comités de bassins afin de tenir compte de la loi du 8 août 2016 relative à la reconquête de la biodiversité, de la nature et des paysages et des recommandations émises par le Comité national de l'eau fin 2016 relatif à la composition du premier collège de ces comités. Ainsi, des parlementaires et certains représentants de groupements de collectivités territoriales (établissements publics territoriaux de bassins ou d'aménagement et de gestion des eaux, syndicats mixtes) sont désormais membres du premier collège de ces comités, conduisant à une diminution de la représentation de certaines catégories de collectivités, notamment des conseils départementaux. Le second collège des usagers comprend désormais des représentants des milieux marins et de la biodiversité. Par ailleurs, afin de tirer les conclusions de l'élargissement des missions des agences de l'eau à la préservation de la biodiversité, ce décret élargit à l'ensemble des milieux naturels les compétences de la commission relative aux milieux naturels aquatiques des comités de bassin, et ajuste en conséquence sa composition en y incluant notamment des représentants des comités régionaux de la biodiversité créés par la loi du 8 août 2016.
| Circonscription de bassin | 1er collège (collectivités) | 1er collège (collectivités) | 1er collège (collectivités) | 1er collège (collectivités)                                                                | 1er collège (collectivités)                                                                | 1er collège (collectivités)                                                                | 1er collège (collectivités)                                                                | 2e collège (usagers) | 3e collège (État) | TOTAL |
| Circonscription de bassin | Parlementaires              | Conseils régionaux          | Conseils départementaux     | Communes ou groupements de collectivités territoriales compétents dans le domaine de l'eau | Communes ou groupements de collectivités territoriales compétents dans le domaine de l'eau | Communes ou groupements de collectivités territoriales compétents dans le domaine de l'eau | Communes ou groupements de collectivités territoriales compétents dans le domaine de l'eau | 2e collège (usagers) | 3e collège (État) | TOTAL |
| Circonscription de bassin | Parlementaires              | Conseils régionaux          | Conseils départementaux     | Total                                                                                      | Représ. CLE                                                                                | communes                                                                                   | EPTB                                                                                       | 2e collège (usagers) | 3e collège (État) | TOTAL |
| ------------------------- | --------------------------- | --------------------------- | --------------------------- | ------------------------------------------------------------------------------------------ | ------------------------------------------------------------------------------------------ | ------------------------------------------------------------------------------------------ | ------------------------------------------------------------------------------------------ | -------------------- | ----------------- | ----- |
| Loire-Bretagne            | 2                           | 8                           | 19                          | 47                                                                                         | 1                                                                                          | 39                                                                                         | 7                                                                                          | 76                   | 38                | 190   |

Un arrêté du 10 mai 2017 précise la nouvelle représentation des collectivités territoriales au sein du comité de bassin Loire-Bretagne prenant en compte le nouveau découpage des régions. Ainsi le collège des collectivités comprend au moins :
- 8 représentants des régions : Auvergne-Rhône-Alpes (1), Bourgogne-Franche-Comté (1), Bretagne (2), Centre-Val de Loire (1), Nouvelle-Aquitaine (1), Pays de la Loire (2) ;
- 19 représentants des départements, désignés par l'Assemblée des départements de France, parmi les vingt-huit départements suivants : Allier, Haute-Loire, Puy-de-Dôme, Orne, Nièvre, Saône-et-Loire, Côtes d'Armor, Finistère, Ille-et-Vilaine, Morbihan, Cher, Eure-et-Loir, Indre, Indre-et-Loire, Loir-et-Cher, Loiret, Lozère, Creuse, Haute-Vienne, Loire-Atlantique, Maine-et-Loire, Mayenne, Sarthe, Vendée, Charente-Maritime, Deux-Sèvres, Vienne, Loire ;
- 33 représentants des communes ou des autres groupements de collectivités territoriales compétents dans le domaine de l'eau : 8 représentants de communes rurales[Note 9], 8 représentants d'agglomérations de plus de 100 000 habitants[Note 10], 3 représentants de communes de zone de montagne[Note 11], 7 représentants de communes du littoral[Note 12], 3 représentants des établissements publics territoriaux de bassin[Note 13], 4 représentants d'établissements publics d'aménagement et de gestion des eaux[Note 14].

Cette nouvelle composition entrera en vigueur à compter de 2020, date du renouvellement des instances de bassin.

## SDAGE

### SDAGE 2010-2015
Le schéma directeur d'aménagement et de gestion des eaux (SDAGE) du bassin pour la période 2010-2015 est adopté par le comité de bassin le 15 octobre 2009 et approuvé par arrêté du préfet coordonnateur
de bassin, le 18 novembre 2009.
Le SDAGE est le document de planification pour la gestion équilibrée des ressources en eau et des milieux aquatiques pour l’ensemble du bassin Loire-Bretagne. Il précise l’organisation et le rôle des acteurs, les modes de gestion et les dispositions à mettre en œuvre pour atteindre les objectifs qualitatifs et quantitatifs qu’il fixe pour l’ensemble des milieux aquatiques, dont le bon état des eaux. Il comprend six orientations :
- Créer les conditions favorables à une bonne gouvernance
- Réduire l’impact des activités sur les milieux aquatiques
- Gérer durablement les eaux souterraines et préserver et restaurer les fonctionnalités des milieux aquatiques et humides
- Assurer une eau de qualité pour des activités et usages respectueux des milieux aquatiques
- Maîtriser la gestion quantitative de l’eau dans la perspective du changement climatique
- Privilégier une approche territoriale et placer l’eau au cœur de l’aménagement du territoire

L’objectif du Sdage Loire-Bretagne est d’atteindre 61 % des eaux de surface en bon état écologique en 2015 contre environ 30 % seulement en 2009. À terme, l’objectif est que toutes les eaux soient en bon état. Cet objectif n’a pas été atteint du fait du retard pris dans la mise en œuvre des actions et dans le défaut d’approche globale des paramètres qualitatifs. Toutefois, des progrès ont été accomplis durant cette période sur certains paramètres pris individuellement (phosphore total, matières organiques, pesticides...).

### SDAGE 2016-2021
Le comité de bassin Loire-Bretagne adopte le schéma directeur d'aménagement et de gestion des eaux (SDAGE) du bassin pour la période 2016-2021 le 4 novembre 2015. Les quatre orientations sont : garantir des eaux de qualité, préserver les milieux aquatiques, partager l'eau et s'organiser pour gérer l'eau. L’objectif d’atteinte du bon état écologique pour au minimum 61 % des masses d’eau, prévu dans le précédent SDAGE mais non atteint, est maintenu dans le SDAGE 2016-2021.
Le coût du « programme de mesures » associé au Sdage, dont les actions doivent être déclinées localement, est estimé à près de 2,78 milliards d’€, soit 40 € par habitant et par an, pendant six ans. Ce coût n’est, selon le comité, pas disproportionné du point de vue macro-économique, au regard des bénéfices attendus liés à l’atteinte des objectifs environnementaux. Le coût représente de l’ordre de 13 % des 3,5 milliards d’euros de la politique de l’eau sur le bassin Loire-Bretagne.